# 韓東錫
韓 東錫（ハン・ドンソク、朝鮮語: 한동석、1909年4月30日または1910年4月13日 - 1956年8月3日）は、日本統治時代の朝鮮および大韓民国の官僚、実業家、政治家。総務処長、第3代韓国国会議員を歴任した。日本名は朝川 朝陽。

## 経歴
咸鏡北道明川郡または京畿道高陽郡出身。1933年、京城帝国大学（現・ソウル大学校）法文学部法科卒。1934年、高等文官試験に合格し、総督府逓信局書記、江原道鉄原郡郡属を経て、1937年に道警視となり、咸鏡南道保安課長・道事務官、黄海道参与官・農務部長、全州専売局長を務め、1940年に総督府殖産局商工課にも勤めた。
光復後は米軍政庁中央物資行政処次長・中央経済委員会事務次長、韓国遠洋漁業株式会社社長、財務部専売庁長、第3代総務処長を務めた。民主党所属の第3代民議員在職中の1956年8月3日夜、釜山の西独病院で肝硬変により死去。享年48。